# Cuando te besé
«Cuando te besé»  es una canción de la cantante estadounidense Becky G y el cantante argentino Paulo Londra. Fue lanzada por Sony Music Latin, el 2 de agosto de 2018, como el tercer sencillo del álbum de estudio debut de Becky G, Mala santa (2019). La canción fue compuesta por Londra, Jairo Bascope, Cristian Salazar y Ovy on the Drums, quienes también produjeron la pista junto a Jorge Fonseca. «Cuando te besé» se convirtió en la primera canción en llegar a la cima de la lista Argentina Hot 100 de Billboard.

## Antecedentes y composición
El 1 de agosto de 2018, Becky G y Londra revelaron a través de sus redes sociales que lanzarían una colaboración musical titulada «Cuando te besé», la cual fue publicada dos días después de su anuncio. La canción fue escrita por Paulo Londra, Ovy on the Drums y Cristian Salazar.
«Cuando te besé» es descripta como una pista musical urbana romántica con los sonidos del reguetón, R&B latino y el pop latino, sumando algunos recursos del trap. La lírica habla sobre un intercambio dulce cargado de sensualidad entre dos personas y el recuerdo del mejor beso que se han dado.

## Recepción

### Desempeño comercial
El sencillo debutó en la primera posición del Argentina Hot 100 de Billboard, marcando el primer número 1 de Becky G y Londra en la lista, como así también fue la primera canción en encabezar el conteo. En Estados Unidos, «Cuando te besé» debutó en el puesto 48 del Hot Latin Songs y semanas después llegó a su pico al ubicarse en el puesto 30 del listado.

### Premios y nominaciones
| Año  | Premiación            | Categoría                                  | Resultado | Ref.          |
| ---- | --------------------- | ------------------------------------------ | --------- | ------------- |
| 2018 | Premios Quiero        | Mejor video urbano                         | Nominado  | [ 10 ]        |
| 2018 | Premios Quiero        | Mejor video artista femenino               | Nominado  | [ 10 ]        |
| 2019 | Premios Carlos Gardel | Mejor canción de música urbana / trap      | Nominado  | [ 11 ] [ 12 ] |
| 2019 | Premios Carlos Gardel | Mejor colaboración del año                 | Nominado  | [ 11 ] [ 12 ] |
| 2019 | Premios Carlos Gardel | Mejor colaboración de música urbana / trap | Ganador   | [ 11 ] [ 12 ] |
| 2019 | Premios MTV Miaw      | Colaboración del año                       | Nominado  | [ 13 ]        |

## Video musical
El video fue dirigido por Paloma Valencia y producido por 36 Grados. La trama se desarrolla en un estacionamiento de autos, donde se produce una reunión de amigos con música y bebidas, en la cual Becky G y Londra conectan desde el principio con sus miradas que los lleva a un acercamiento al principio distante, pero lleno de tensión y en el momento de su aproximación los dos se separan inmediatamente cuando se presenta el patrullero de la policía al lugar.

## Posicionamiento en las listas
| Listas (2018)                         | Mejor posición |
| ------------------------------------- | -------------- |
| América Latina (Monitor Latino)       | 6              |
| Argentina (Monitor Latino)            | 4              |
| Argentina Hot 100 (Billboard)         | 1              |
| Bolivia (Monitor Latino)              | 2              |
| Chile (Monitor Latino)                | 20             |
| Colombia (Monitor Latino)             | 17             |
| Colombia (National-Report)            | 20             |
| Colombia Streaming (Promúsica)        | 8              |
| Costa Rica (Monitor Latino)           | 2              |
| Ecuador (Monitor Latino)              | 11             |
| El Salvador (Monitor Latino)          | 6              |
| España (PROMUSICAE)                   | 10             |
| Guatemala (Monitor Latino)            | 1              |
| Hot Latin Songs (Billboard)           | 30             |
| Latin Airplay (Billboard)             | 28             |
| Latin Digital Songs (Billboard)       | 20             |
| Latin Pop Airplay (Billboard)         | 15             |
| Latin Rhythm Airplay (Billboard)      | 15             |
| Mexico Espanol Airplay (Billboard)    | 34             |
| Nicaragua (Monitor Latino)            | 9              |
| Panamá Urbano (Monitor Latino)        | 13             |
| Paraguay (Monitor Latino)             | 4              |
| Perú (Monitor Latino)                 | 3              |
| Puerto Rico Urbano (Monitor Latino)   | 20             |
| República Dominicana (Monitor Latino) | 13             |
| Uruguay (Monitor Latino)              | 4              |

| Listas (2018–2019)              | Mejor posición |
| ------------------------------- | -------------- |
| Argentina Digital Songs (CAPIF) | 1              |
| Panamá (PRODUCE)                | 24             |
| Paraguay (SGP)                  | 10             |

| Listas (2018)                   | Mejor posición |
| ------------------------------- | -------------- |
| Argentina (Monitor Latino)      | 48             |
| Bolivia (Monitor Latino)        | 64             |
| Costa Rica (Monitor Latino)     | 87             |
| España (PROMUSICAE)             | 60             |
| Paraguay (Monitor Latino)       | 57             |
| Perú (Monitor Latino)           | 57             |
| Listas (2019)                   | Mejor posición |
| América Latina (Monitor Latino) | 98             |
| Argentina (Monitor Latino)      | 44             |
| Bolivia (Monitor Latino)        | 68             |
| Chile (Monitor Latino)          | 31             |
| Costa Rica (Monitor Latino)     | 64             |
| Ecuador (Monitor Latino)        | 21             |
| El Salvador (Monitor Latino)    | 98             |
| Hot Latin Songs (Billboard)     | 91             |
| Guatemala (Monitor Latino)      | 52             |
| Honduras (Monitor Latino)       | 87             |
| Panamá (Monitor Latino)         | 72             |
| Paraguay (Monitor Latino)       | 13             |
| Perú (Monitor Latino)           | 37             |
| Portugal (AFP)                  | 1672           |
| Uruguay (Monitor Latino)        | 44             |
| Venezuela (Monitor Latino)      | 97             |

## Certificaciones
| País           | Organismo certificador | Certificación       | Ventas certificadas | Simbolización | Ref.   |
| -------------- | ---------------------- | ------------------- | ------------------- | ------------- | ------ |
| Argentina      | CAPIF                  | Oro                 | 10 000              | ●             | [ 67 ] |
| Brasil         | Pro-Música Brasil      | Oro                 | 20 000              | ●             | [ 68 ] |
| Chile          | PROFOVI                | 2× Platino          | 20 000              | ▲             | [ 69 ] |
| España         | PROMUSICAE             | 3× Platino          | 120 000             | ▲             | [ 70 ] |
| Estados Unidos | RIAA                   | 2× Platino          | 120 000             | ▲             | [ 71 ] |
| México         | AMPROFON               | 2× Diamante+Platino | 1 470 000           | ✦             | [ 72 ] |
| Perú           | UNIMPRO                | 2× Diamante         | 400 000             | ✦             | [ 73 ] |

## Créditos y personal
Adaptados desde Genius.

### Producción
- Becky G: voz.
- Paulo Londra: voz y composición.
- Ovy on the Drums: producción y composición.
- Jairo Bascope: composición.

### Técnico
- Jaycen Joshua: ingeniería de mezcla.
- Chris Athens: ingeniería de masterización.
- Jorge Luis Fonseca: A&R.
- Amber Rubi Urena: A&R
- Ovy on the Drums: ingeniería de grabación.
- Rashawn McLean: asistente de ingeniería.
- Jacob Richards: asistente de ingeniería.
- Mike Seaberg: asistente de ingeniería.

## Historial de lanzamientos
| Región | Fecha               | Formato(s)                 | Sello(s) discográfico(s)          | Ref.   |
| ------ | ------------------- | -------------------------- | --------------------------------- | ------ |
| Varios | 2 de agosto de 2018 | Descarga digital streaming | Sony Music Latin Kemosabe Records | [ 75 ] |